# 安邦密光鰓魚
安邦密光鰓魚（學名：Pycnochromis agilis），又稱安邦光鰓雀鯛、安汶光鰓魚，為輻鰭魚綱鱸形目雀鯛科密光鰓魚屬的其中一種，分布於東印度洋聖誕島至西太平洋澳洲西北部更向東達美屬薩摩亞、東加與馬紹爾群島海域，深度5至70公尺，本魚眼睛藍色，體呈褐色，胸鰭基部有一黃斑，尾鰭深叉形，尾鰭上下葉、背鰭軟條邊緣及臀鰭軟條邊緣黑色，體長可達10公分，棲息在清澈的潟湖和臨海的礁石中，通常在洞穴和岩架附近鬆散地聚集，以浮游生物為食，日行性，繁殖期時會成對出現，具有領域性，雄魚會保護魚卵直到卵孵化。